# Ma sát học
Ma sát học (tiếng Anh: tribology có nguồn gốc từ tiếng Hy Lạp: tribos, nghĩa là ma sát, còn logos, nghĩa là khoa học) là môn khoa học nghiên cứu tác dụng tương hỗ của các bề mặt có dịch chuyển tương đối và việc ứng dụng những kết quả đã thu nhận được vào sản xuất. Ở Việt Nam môn học này được gọi là "Ma sát học". Nhưng Tribology không chỉ nghiên cứu thuần tuý về ma sát mà nó còn đề cập tới các hiện tượng có quan hệ mật thiết với quá trình ma sát và có ý nghĩa vô cùng to lớn trong kỹ thuật cũng như hoạt động và hiệu quả của nền kinh tế quốc dân, đó là sự hao mòn và bôi trơn các máy móc và những yếu tố ảnh hưởng cũng như các giải pháp nhằm giảm thiểu tác hại của các quá trình trên. Vì lẽ đó nhiều người đã coi "Ma sát học" là người anh hùng vô danh - Tribology (is often likened to an unsung hero).

## Sách chuyên khảo
- Surface Wear – Analysis, Treatment, and Prevention: R. Chattopadhyay, published by ASM-International, Materials Park, OH, 2001, ISBN 0-87170-702-0.
- Advanced Thermally Assisted Surface Engineering Processes: Ramnarayan Chattopadhyay, Kluwer Academic Publishers, MA (now Springer, NY), 2004.
- DeGarmo, E. Paul, J T. Black, and Ronald A. Kohser. Materials and Processes in Manufacturing. Upper Saddle River, New Jersey: Prentice Hall, 1997. ISBN 0-02-328621-0
- Zum Gahr, Karl-Heinz (1987). Microstructure and Wear of Materials. Tribology Series, 10. Elsevier. ISBN 0-444-42754-6.
- Heshmat, Hooshang. Tribology of Interface Layers. CRC Press. ISBN 978-0-8247-5832-5.
- Litt, Fred. "Starting from Scratch: Tribology Basics Volume I" (PDF). STLE. Bản gốc (PDF) lưu trữ ngày 12 tháng 6 năm 2010. Truy cập ngày 10 tháng 6 năm 2010.